# Edwardsiella anguillarum
Edwardsiella anguillarum es una especie de bacteria gramnegativa del género Edwardsiella. Fue descrita en el año 2015. Su etimología hace referencia a anguila. Es móvil por flagelación perítrica. Tiene un tamaño de 0,6 μm de ancho por 1,4-1,5 μm de largo. Catalasa positiva y oxidasa negativa. En agar TSB, forma colonias grises, con márgenes irregulares. Temperatura de crecimiento entre 18-37 °C, óptima de 28-30 °C. Con las nuevas técnicas moleculares, se ha observado que muchos aislamientos antiguos de esta especie se identificaron como Edwardsiella tarda. Se ha aislado de anguilas enfermas y de otros peces.

## Enfermedad en peces
Puede causar infecciones principalmente en anguilas, aunque también en otros peces. Además, se han descrito varios brotes en criaderos. En anguilas, los síntomas típicos que causa son cabeza roja, agrandamiento del hígado, congestión, enrojecimiento de la aleta pectoral, la glútea y la abdominal. En estudios de patogenicidad ha mostrado una dosis letal 50% de 5,7.102 unidades formadoras de colonias en rodaballo, mostrando ser más patógena en este pez que en anguilas y peces cebra. En uno de los estudios se aisló una cepa patógena que no presentaba flagelos, debido a una deleción de 36 nucleótidos en los genes flagelares. De esta misma cepa también se aisló un profago.
Se encuentran en estudio vacunas contra E. anguillarum en anguilas, utilizando el antígeno OmpA, que han mostrado una tasa de supervivencia del 83% en anguilas japonesas (Anguilla japonica) y del 55% en anguilas europeas (Anguilla anguilla).